# Città di Forlì II 2021
Il Città di Forlì II 2021 è stato un torneo maschile di tennis giocato sul cemento indoor. È stata la 3ª edizione del torneo – la 2ª del 2021 – facente parte della categoria Challenger 80 nell'ambito dell'ATP Challenger Tour 2021, con un montepremi di 44 820 €. Si sono giocati al Tennis Villa Carpena di Forlì, in Italia, dal 29 novembre al 5 dicembre 2021. Per l'occasione, l'organizzazione del torneo è passata dalla alla MEF tennis events alla Asd Tennis Lab/Nen Events di Biella.
La settimana successiva, dal 6 al 12 dicembre, si sarebbe tenuta al Tennis Villa Carpena la quarta edizione del torneo, nuovamente sui campi in cemento indoor. Nel giugno dello stesso anno si era disputata al circolo forlivese la seconda edizione, ma si era giocato sui campi in terra rossa sotto l'organizzazione della MEF tennis events.

## Partecipanti

### Teste di serie
| Nazionalità | Giocatore        | Ranking* | Testa di serie |
| ----------- | ---------------- | -------- | -------------- |
| Germania    | Oscar Otte       | 112      | 1              |
| Stati Uniti | Maxime Cressy    | 122      | 2              |
| Moldavia    | Radu Albot       | 125      | 3              |
| Austria     | Jurij Rodionov   | 139      | 4              |
| Italia      | Federico Gaio    | 153      | 5              |
| Turchia     | Altuğ Çelikbilek | 164      | 6              |
| Germania    | Daniel Masur     | 204      | 7              |
| Italia      | Thomas Fabbiano  | 213      | 8              |

* Ranking al 22 novembre 2021.

### Altri partecipanti
I seguenti giocatori hanno ricevuto una wild card per il tabellone principale:
- Francesco Forti
- Matteo Gigante
- Luca Nardi

I seguenti giocatori sono entrati in tabellone usando il ranking protetto:
- Julian Lenz
- Yannick Maden

I seguenti giocatori sono entrati in tabellone con uno special exempt:
- Evgenij Karlovskij

I seguenti giocatori sono entrati in tabellone come alternate:
- Raul Brancaccio
- Lucas Miedler

I seguenti giocatori sono passati dalle qualificazioni:
- Jonáš Forejtek
- Jelle Sels
- Aldin Šetkić
- Aleksej Vatutin

## Punti e montepremi
| Torneo    | Torneo              | V     | F     | SF    | QF    | 2T  | 1T  | Q | Q2  | Q1  |
| Singolare | Punti               | 80    | 48    | 29    | 15    | 7   | 0   | 4 | 1   | 0   |
| Singolare | Premi in denaro (€) | 6 190 | 3 650 | 2 160 | 1 260 | 730 | 450 | – | 225 | 115 |
| Doppio    | Punti               | 80    | 48    | 29    | 15    | –   | 0   | – | –   | –   |
| Doppio    | Premi in denaro (€) | 2 670 | 1 550 | 930   | 550   | –   | 310 | – | –   | –   |

## Campioni

### Singolare
Maxime Cressy ha sconfitto in finale  Matthias Bachinger con il punteggio di 6–4, 6–2.

### Doppio
Antonio Šančić /  Tristan-Samuel Weissborn hanno sconfitto in finale  Lukáš Rosol /  Vitaliy Sachko con il punteggio di 7–6(4), 4–6, [10–7].